# 北向由樹
北向 由樹（きたむき ゆうき、1985年4月19日 - ）は、青森県上北郡百石町(現:おいらせ町)出身の政治家、バスケットボール選手である。選手時代のポジションはガード。

## 来歴
百石町立百石中学校を卒業後、名門秋田県立能代工業高等学校に進学。1年時は出場機会がなかったが、2年生時の2002年第33回全国高校選抜優勝大会（ウィンターカップ）で活躍。確率の高いスリーポイントシュートと鋭いドライブで注目を集めた。3年生時の2003年は全国高等学校総合体育大会バスケットボール競技大会（インターハイ）と第34回ウィンターカップの2冠を獲得に貢献。ウィンターカップではベスト5に選出された。
2004年4月に明治大学進学後、4年次に全日本大学バスケットボール選手権大会（インカレ）ベスト8を経験。
大学在学中の2008年2月、bjリーグのアーリーチャレンジ制度を利用して埼玉ブロンコスに入団し、11試合に出場。シーズンオフのbjリーグドラフト会議で埼玉から全体4位指名を受け、正式入団した。2008-09シーズンは51試合に出場。2009-10シーズンは47試合に出場し、リーグの個人ランキング5位のスリーポイントシュート成功率38.5パーセントを記録した（成功55本、試投148本）。2010-11シーズンも埼玉でプレーしていたが、シーズン途中の3月11日に東日本大震災が発生し、チームが活動休止したため、救済措置として秋田ノーザンハピネッツにレンタル移籍。シーズン終了後、埼玉に復帰。2011-12シーズンはスターターとしての出場が増加し、50試合に出場したうち48試合でスターターを務めた。プレイタイムも増加し1試合平均29分の出場で8.5得点を記録。
2013年2月21・22日の仙台89ERS戦では22日にキャリアハイの30得点を記録するなど連勝に貢献して週間MVPを受賞。2012-13シーズンはさらに出場機会が増加し、レギュラーシーズン全52試合に出場（スターター51試合）。1試合平均出場38.5分で15.5得点を記録し、このシーズンのMost Improved Player（MIP）を受賞した。
2013-14シーズンより、このシーズンより新規参入する青森ワッツに移籍。
2018年、埼玉ブロンコスに復帰。
2019年、3x3チームのHACHINOHE DIMEに入団
2022年7月22日、青森ワッツでスキルアドバイザー兼ユース育成コーディネーターに就任。
2023年4月10日執行の青森県議会議員選挙に、地元の上北郡選挙区から出馬して初当選。5月10日、県議会臨時会で初登庁した。

## 記録
| シーズン         | チーム | GP | GS | MPG  | FG%  | 3P%  | FT%  | RPG | APG | SPG | BPG | TO  | PPG  |
| ---------------- | ------ | -- | -- | ---- | ---- | ---- | ---- | --- | --- | --- | --- | --- | ---- |
| bjリーグ 2007-08 | 埼玉   | 11 | 1  | 16.3 | .424 | .282 | .333 | 0.7 | 1.5 | 0.5 | 0   | 0.8 | 6.2  |
| bjリーグ 2008-09 | 埼玉   | 51 | 2  | 16.8 | .377 | .331 | .775 | 1.5 | 1.7 | 0.3 | 0   | 1.2 | 5.7  |
| bjリーグ 2009-10 | 埼玉   | 47 | 9  | 14.1 | .380 | .385 | .667 | 1.1 | 0.9 | 0.4 | 0.0 | 0.4 | 4.7  |
| bjリーグ 2010-11 | 埼玉   | 38 | 12 | 24.0 | .404 | .331 | .688 | 2.2 | 1.7 | 0.8 | 0.0 | 1.1 | 6.4  |
| bjリーグ 2010-11 | 秋田   | 8  | 1  | 18.3 | .316 | .333 | .500 | 1.5 | 1.0 | 0.3 | 0.0 | 0.9 | 4.1  |
| bjリーグ 2011-12 | 埼玉   | 50 | 48 | 29.0 | .396 | .333 | .837 | 3.0 | 1.7 | 0.7 | 0.1 | 1.2 | 8.5  |
| bjリーグ 2012-13 | 埼玉   | 52 | 51 | 38.5 | .349 | .331 | .750 | 4.1 | 3.4 | 0.9 | 0.1 | 1.6 | 15.5 |
| bjリーグ 2013-14 | 青森   | 52 | 51 | 31.2 | .375 | .378 | .762 | 3.0 | 2.8 | 1.2 | 0.1 | 1.2 | 10.9 |
| bjリーグ 2014-15 | 青森   |    |    |      |      |      |      |     |     |     |     |     |      |